# Phyllonorycter bartolomella
Phyllonorycter bartolomella är en fjärilsart som först beskrevs av Gerfried Deschka 1968.  Phyllonorycter bartolomella ingår i släktet guldmalar, och familjen styltmalar.
Artens utbredningsområde är Spanien. Inga underarter finns listade i Catalogue of Life.